# Кастельнуово-Нигра
Кастельнуово-Нигра (итал. Castelnuovo Nigra, пьем. Castelneuv Nigra) — коммуна в Италии, располагается в регионе Пьемонт, в провинции Турин.
Население составляет 440 человек (2008 г.), плотность населения составляет 16 чел./км². Занимает площадь 28 км². Почтовый индекс — 10080. Телефонный код — 0124.
Покровителем коммуны почитается святой Себастьян, празднование 20 января.

## Демография
Динамика населения:

## Администрация коммуны
- Официальный сайт: http://www.comune.castelnuovonigra.to.it